# Lycodes palearis
Lycodes palearis és una espècie de peix de la família dels zoàrcids i de l'ordre dels perciformes.

## Morfologia
- Els mascles poden assolir 51 cm de longitud total.[4][5]

## Alimentació
Menja petits bivalves i gambes.

## Depredadors
És depredat per Gadus macrocephalus, l'halibut del Pacífic (Hippoglossus stenolepis), l'halibut negre (Reinhardtius hippoglossoides) i la foca comuna (Phoca vitulina).

## Hàbitat
És un peix marí i d'aigües profundes que viu entre 25-925 m de fondària.

## Distribució geogràfica
Es troba al Pacífic nord: els Estats Units (incloent-hi Alaska), el Canadà i Rússia.

## Observacions
És inofensiu per als humans.